# Союз 7К-Т
Союз 7К-Т или Союз Фери е втората генерация кораби Союз. Този вариант е разработен след инцидента със Союз 11 и в който космонавтите са двама, със скафандри по време на изстрелването, скачването, разкачването и кацането на кораба. На мястото на третия космонавт е разположена нова усъвършенствана животоподдържаща система. За ралика от всички варианти на „Союз“ на този няма слънчеви панели, а вместо тях се употребяват батерии, които позволяват до два дни автономен полет.
Модифицирана версия на кораба е използвана за полета на Союз 13, който има вместо система за скачване, голяма астрофизическа камера, която се използва за заснемане на Земята и е оборудван със слънчеваи панели.
Друга модификация е Союз 7К-Т/А9, която е използвана за полети до военните станции Алмаз. Информацията за това, какви точно са модификациите е засекретена, знае се, че има нова парашутна система и възможност за управление на станцията от разстояние.

## Основни части

### Орбитален модул (битов отсек) (БO)
- Дължина: 3,45 m
- Mаксимален диаметър: 2,25 m
- Обитаем обем: 5,0 m³
- Maса: 1100 kg

### Спускаем апарат (СA)
- Дължина: 2,24 m
- Максимален диаметър: 2,17 m
- Обитаем обем: 3,5 m³
- Maсa: 2850 kg

### Приборно-агрегатен отсек (ПAO)
- Дължина: 2,26 m
- Диаметър на основатаː 2,15 m
- Максимален диаметър: 2,72 m
- Maсa: 2700 kg
- Маса на горивотоː 500 kg

## Полети

### Пилотирани
- Союз 12
- Союз 13
- Союз 14
- Союз 15
- Союз 17
- Союз 18а
- Союз 18
- Союз 21
- Союз 23
- Союз 24
- Союз 25
- Союз 26
- Союз 27
- Союз 28
- Союз 29
- Союз 30
- Союз 31
- Союз 32
- Союз 33
- Союз 34
- Союз 35
- Союз 36
- Союз 37
- Союз 38
- Союз 39
- Союз 40

### Непилотирани
- Космос 496
- Космос 573
- Космос 613
- Космос 656
- Союз 20